# Basse-Nendaz
Basse-Nendaz är en ort i kommunen Nendaz i kantonen Valais, Schweiz. Här ligger kommunens förvaltning.